# Navia de Suarna
Navia de Suarna è un comune spagnolo di 1 872 abitanti situato nella comunità autonoma della Galizia.